# カルビン・ブリッカー
カルビン・ブリッカー (Calvin David Bricker、1885年11月3日- 1963年4月24日)は、カナダの男子陸上競技選手。走幅跳の選手として1908年ロンドンオリンピックと1912年ストックホルムオリンピックに出場。ロンドン大会では7.08mの記録で、アメリカのフランク・アイアンズ(Frank Irons)、ダニエル・ケリー(Daniel Kelly)に次いで銅メダルを獲得。ストックホルム大会では、7.21mでアメリカのアルバート・ガターソン(Albert Gutterson)に次いで銀メダルを獲得した。